# Sten Svantesson Bielke

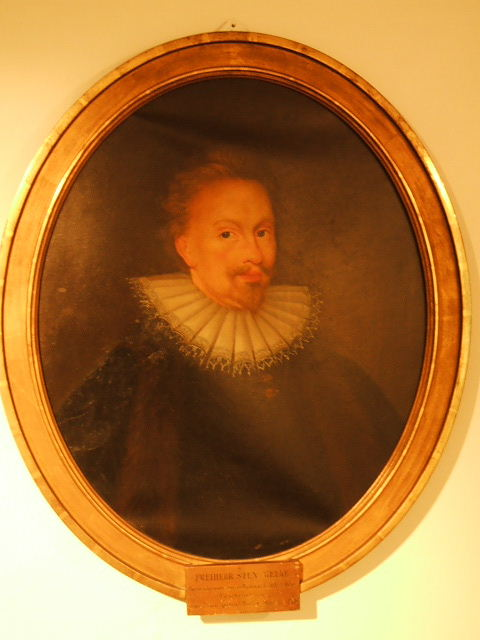
Bildnis von Sten Bielke im Kulturhistorischen Museum in Stralsund

Sten Svantesson Bielke (* 1598; † 6. April 1638 in Stettin; auch Steno Bielke) war ein schwedischer Botschafter und Direktor der Protestantischen Union.

## Leben
Bielke entstammte der adligen Familie Bielke und war der Sohn von Baron Svante Bielke und Elisabet Leijonhufvud. Nach mehreren Auslandsreisen, die ihn unter anderem zu den heiligen Stätten in Palästina führten, wurde Bielke 1625 Kammerherr, 1631 Legat und zwei Jahre später Generalgouverneur von Schwedisch-Pommern. Im selben Jahr wurde er zum Reichsrat befördert und 1636 Generalvertreter in Deutschland und Direktor der Protestantischen Union.
Von seinen Zeitgenossen wird er als beredt, gelehrt und als Edelmann beschrieben, der das Vertrauen seines Königs, Gustav II. Adolf, genoss.
Er starb unverheiratet 1638 in Stettin.